# Ana Sol Peinetti
Ana Sol Peinetti (General Pico, 1987) es licenciada en Ciencias Químicas y Doctora en Química Inorgánica, Química Analítica y Química Física  por la Universidad de Buenos Aires. Actualmente es investigadora asistente de CONICET en el Instituto de Química, Física de los materiales, Medioambiente y Energía (INQUIMAE - CONICET)  donde coordina el proyecto de monitoreo de variantes de SARS-CoV-2 a través de la detección rápida de antígenos, desarrollado en la Facultad de Ciencias Exactas y Naturales de la Universidad de Buenos Aires.En el 2021 fue ganadora de la Categoría Beca en el 15° Edición del Premio Nacional L’Oréal-UNESCO “Por las Mujeres en la Ciencia".

## Trayectoria
Ana Sol Peinetti obtuvo su licenciatura en Ciencias Químicas en la Universidad de Buenos Aires a fines de 2011, realizó su tesis doctoral, con una beca del CONICET, en química de materiales en el INQUIMAE, bajo la dirección de Fernando Battaglini y Graciela Alicia González. En 2017 obtuvo una beca posdoctoral de la fundación estadounidense Pew Charitable Trust, en la Universidad de Illinois en Urbana-Champaign, donde se especializó en el desarrollo de moléculas de ADN para aplicaciones de diagnóstico y monitoreo ambiental de patógenos.
En agosto de 2020, durante el primer año de la pandemia por COVID-19, a través del Programa RAÍCES del Ministerio de Ciencia, Tecnología e Innovación (MINCyT), Peinetti  fue la primera repatriada en contexto de pandemia para continuar con sus investigaciones en la Argentina.  La Fundación Pew Charitable Trust financió los equipos que eran necesarios para el desarrollo de su laboratorio en el INQUIMAE, y con el apoyo del Programa RAÍCES pudo trasladarlos a la Argentina.
En diciembre del 2024 fue seleccionada para recibir el Innovation Fund de la fundación Pew Charitable Trusts para el desarrollo de proyectos de innovación en el campo de la investigación biomédica. Peinetti junto a su colega Daiana Capdevila, llevarán conjuntamente adelante un proyecto que apunta a desarrollar una plataforma de diagnóstico de bajo costo para mejorar la detección de virus emergentes.

## Hallazgos destacados
- Tests de diagnóstico rápido de infección viral: Desarrollo de un método de detección de virus directo, rápido y económico, basado en moléculas de ADN que no solo pueden diferenciar un virus de otro, sino que también da información de si se encuentra en estado infeccioso. El procedimiento es a través de una muestra de saliva o suero (dependiendo el tipo de virus) y en 30 minutos se puede obtener un resultado. Este sistema basado en nanotecnología de nanoporos, permite que el ensayo sea tan sensible como la PCR .[9][10]

## Premios
- 2021 - 15° Edición del Premio Nacional L’Oréal-UNESCO “Por las Mujeres en la Ciencia”- Categoría Beca “Monitoreo de variantes de SARS-CoV-2 a través de la detección rápida de antígenos”. En este proyecto, Peinetti coordinó la investigación científica que buscó desarrollar un test de antígeno sensible, económico y de producción local, que permita masificar el uso de los mismos, permitiendo realizar chequeos con alta periodicidad. [11][12][13]